# Tao'an (socken i Kina)
Tao'an (kinesiska: 陶庵, 陶庵街道) är en socken i Kina. Den ligger i provinsen Jiangsu, i den östra delen av landet, omkring 300 kilometer norr om provinshuvudstaden Nanjing.
Genomsnittlig årsnederbörd är 1 098 millimeter. Den regnigaste månaden är juli, med i genomsnitt 341 mm nederbörd, och den torraste är januari, med 10 mm nederbörd.